# Vrané nad Vltavou
Vrané nad Vltavou är en ort i Tjeckien.   Den ligger i regionen Mellersta Böhmen, i den centrala delen av landet, 17 km söder om huvudstaden Prag. Vrané nad Vltavou ligger 232 meter över havet och antalet invånare är 1 922. Den ligger vid sjön Údolní nádrž Vrané.
Terrängen runt Vrané nad Vltavou är kuperad västerut, men österut är den platt. Vrané nad Vltavou ligger nere i en dal. Runt Vrané nad Vltavou är det ganska tätbefolkat, med 90 invånare per kvadratkilometer. Närmaste större samhälle är Prag, 17,2 km norr om Vrané nad Vltavou. I omgivningarna runt Vrané nad Vltavou växer i huvudsak blandskog.